# ديك برايس (عالم نفس)
ديك برايس (بالإنجليزية: Dick Price)‏ هو عالم نفس أمريكي، ولد في 12 أكتوبر 1930 في شيكاغو في الولايات المتحدة، وتوفي في 25 نوفمبر 1985 في بيغ سور في الولايات المتحدة.